# Tojáspatkolás

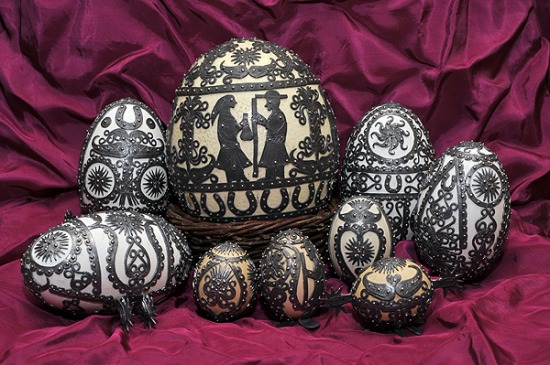
Patkolt tojások (strucc- liba- tyúktojás) – Bognár László tojáspatkoló munkái

A tojáspatkolás egy fémrátéttel történő, nagy precizitást igénylő tojásdíszítési (gyakran ólomlemezből formázott lópatkó motívummal) technika, a könnyűfém, kovácsoltvas, réz, ólom rátétet a kifújt tojás héjához szegezik. A  szájhagyomány szerint eredetileg a kovácsok találták ki, hogy bizonyítsák kézügyességüket az év végén ajándékként elkészített „patkolt tojás” révén. Ügyes kovácsmesterek lágy fémdíszekkel patkolt tojást is készítettek. Úgy tartották, hogy egy tojás megpatkolásakor derül ki, vajon kovács-e a kovács? Magyarországon kiemelkedő húsvéti tojásdíszítő technika volt a tojáspatkolás. Becses ünnepi ajándék volt a kovácsoltvas vagy más, lágyabb fémdíszekkel ellátott patkolt tojás, ami a leggyakoribb ékítményéről volt elnevezve, s amely a húsvéti hajnalfát díszítette, de rontáselhárító feladatot is betölthetett. Mára a patkolókovácsok és a háztáji baromfiak száma is megcsappant, maga a tojáspatkolás pedig furcsaságával és paradox látványával a vásári mutatványok, kiállítások, vásárok és hagyományőrző táborok témájává vált, bár a tojáshoz kötődő némely népszokás régi hagyományai még ma is élnek. Egy tökéletesen elkészített patkolással díszített tojás, akár egy arany nyaklánc árát is megérheti! A virtuóz tojásdíszítők kényes műveit pedig még múzeum is őrzi. 2013-ban Markazon megnyílt egy tojásmúzeum, amelyet László Gyula tojáspatkoló állandó kiállításával nyitottak meg.
A tojáspatkoló egy tojásdíszítő népművész. Az egyik leghíresebb patkoló és tojásfestő művész Európa legjobb tojásdíszítője, Zsigóné Kati népi iparművész – „A Tojásdíszítés királynője!” A tojásdíszítő technikák szinte minden ágát műveli: festett, karcolt, rátétes, mosott, vésett, viaszolt, csipkézett, metszett, patkolt, faragott és maratott tojásokat is készít.

## Története

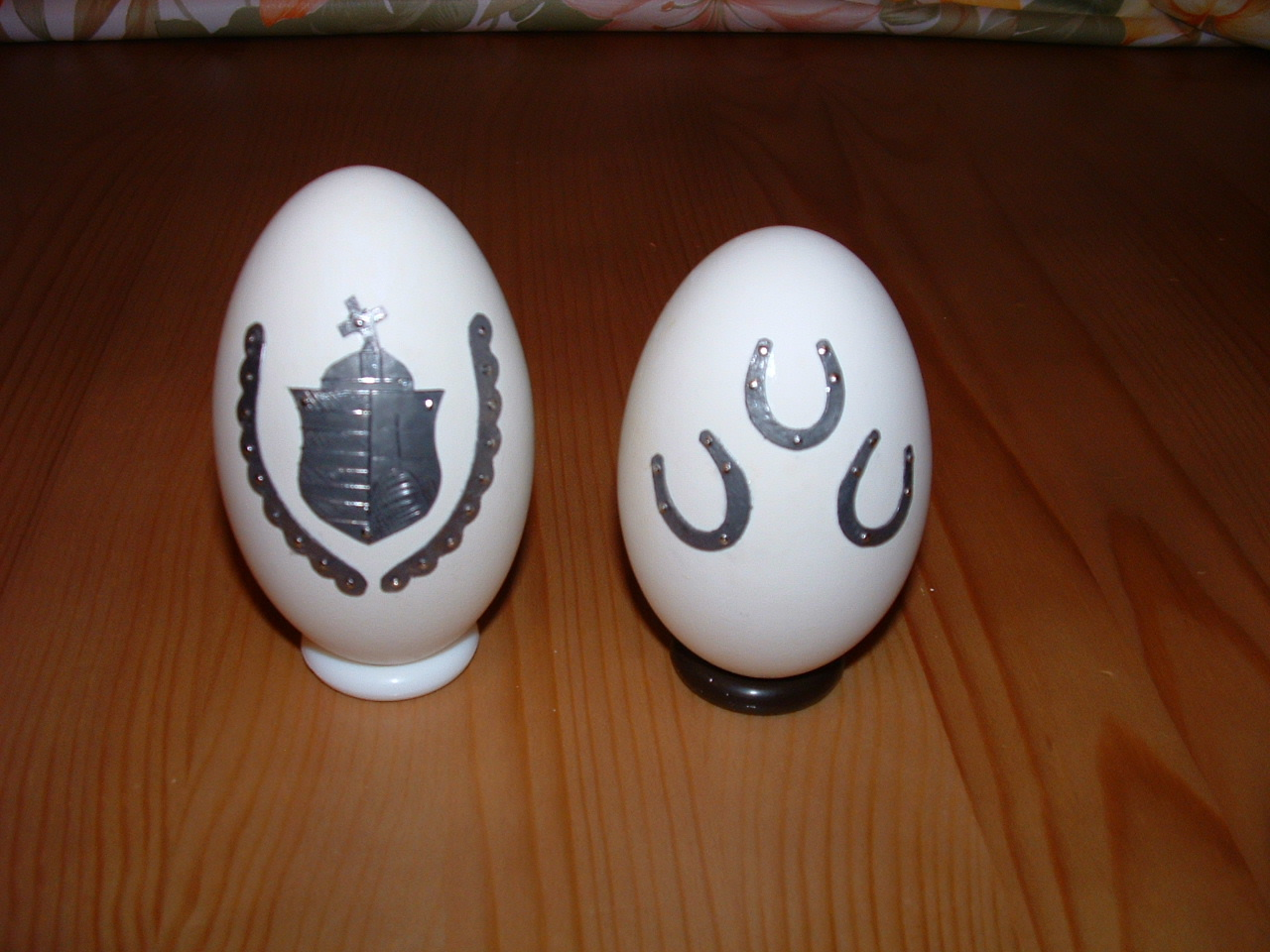
Két, fémdíszekkel és miniatűr fémpatkókkal megpatkolt törékeny libatojás. A tojáspatkolás mesterei tyúk-, gyöngytyúk-, kacsa-, fürj-, strucc- és sokféle más kifújt tojásra is ütnek fémdíszeket

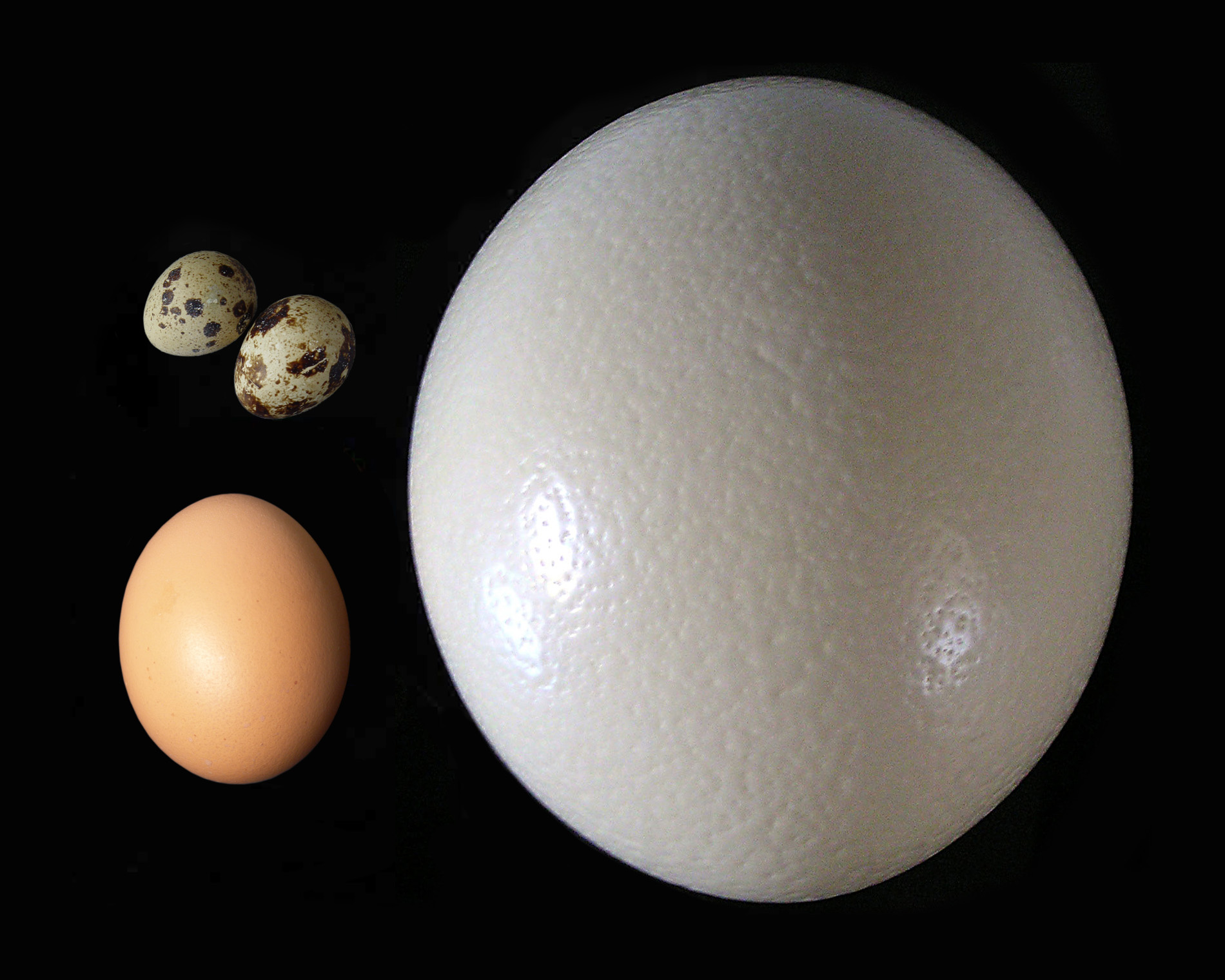
Strucc, tyúk és fürj tojásai

Magyarországon jelenleg néhány népművész foglalkozik tojáspatkolással, amelyhez általában libatojást és ólomlemezt használnak. A tojás karcolt és festett „hímes” formában egyébként is kedvelt alanya a díszítésnek, önmagában pedig a termékenység és a kezdet jelképe.
Adottságainál fogva talán Hanzel László Somogyvámoson a legismertebb tojáspatkoló, műveinek gyűjteménye ma a község egyik fő látnivalója, akinek a fia, Hanzel Csanád somogyvári műhelyében viszi tovább édesapja mesterségbeli tudását (Guinness-rekord kísérletekor 1202 darab patkót rakott fel egy lúdtojásra, amelyeket 3600 patkószeggel rögzített). Munkáinak egy része megtekinthető édesapja állandó kiállításán Somogyvámoson, Kiss Kálmán neve is ismert Baranyából, Erzsébet községből, ahol az "Erzsébeti patkolda" található. A szentendrei skanzenban is lehet látni időnként tojáspatkolókat. Ismert még Sallay László és Gyenge Sándor neve is, aki egykor az Állami Népi Együttes táncosa volt, ma nyugdíjasként Törökbálinton él.
A hazai tojáspatkolók között meg kell említeni Bognár Lászlót (1957-2013), aki harminc évig (haláláig) patkolt tojásokat egyedi technikával, melyet a hagyományos tojáspatkolást továbbfejlesztve saját maga alakított ki. Munkáin az ősmagyar és népművészeti motívumok egyaránt fellelhetőek, melyet saját fantáziájával egészített ki. Alkotásai között nincs két egyforma.
Székesfehérvári a tojáspatkoló világrekorder Koszpek József. Rekordja: 1119 darab, kézzel készített patkó egy strucctojáson. Egy 61 patkós tyúktojás a Vatikánban található, egyik kölni látogatásakor kapta a pápa.